# Узнаж (зупинний пункт)
Узнаж (біл. Узнаж) — пасажирський залізничний зупинний пункт Гомельського відділення Білоруської залізниці на електрифікованій лінії Жлобин — Калинковичі між станціями Жердь (4 км) та Останковичі (7,1 км). Розташований в селі Узнаж Світлогорського району Гомельської області.

## Пасажирське сполучення
На зупинному пункті Узнаж зупиняються поїзди регіональних ліній економкласу сполученням Жлобин — Калинковичі.